# Het Hol
Het Hol is de benaming voor de ondergrondse schuilplaats aan de Schepersweg in Harfsen. Het Hol is geadopteerd door groep 7 van de Beatrixschool in Harfsen, die het graf jaarlijks onderhoudt voor de herdenking op 4 mei. Op 4 mei wordt door de Oranjevereniging Harfsen-Kring van Dorth jaarlijks een stille tocht vanuit Harfsen naar het graf gehouden, waarna de herdenking bij het Hol plaatsvindt. 

## Geschiedenis
In de nacht van 13 op 14 oktober 1944 vertrokken zo'n zestig SD'ers, SS'ers en landwachters vanuit Deventer naar Harfsen om onderduikers op te pakken. Als eerste vielen ze de boerderij van Slagman Het Zonnenberg binnen, waar zich op dat moment een groot aantal onderduikers bevond. De boerderij werd omsingeld, leeggeroofd en in brand gestoken. Gerrit Slagman werd met tal van onderduikers gearresteerd en weggevoerd.
In de tussentijd wist Tine van Heesch, koerierster en vriendin van Ynze Dikkerboom, Het Hol te bereiken om daar Ynze Dikkerboom en Appie Nauta te waarschuwen voor de op handen zijnde overval. Nauta vluchtte direct na aankomst van Tine van Heesch en wist zo te ontkomen. Dikkerboom was echter overtuigd dat de Duitsers Het Hol niet zouden weten te vinden en trok zich, samen met Tine van Heesch, terug in het derde, geheime compartiment. Hier hadden ze hun belangrijkste spullen en geheime documenten verborgen.
Na enig speurwerk wisten de Duitsers uiteindelijk de ingang van Het Hol te traceren, gingen naar binnen, maar vonden het derde compartiment niet. De twee onderduikers leken gered, maar voordat de Duitsers weggingen, wierpen deze nog enkele handgranaten in de ondergrondse schuilplaats. Hierdoor en door ontploffende munitie zijn Ynze en Tine waarschijnlijk om het leven gekomen. Er ontstond een hevige brand en een deel van de schuilplaats stortte in.
Nadat de Duitsers waren verdwenen, werd de plek nog bezocht door mensen uit het verzet. Wat ze nog konden vinden, namen ze mee, daarna werd de kuil dichtgegooid met aarde. Eind april 1945 zijn de lichamen op deze plaats herbegraven.